# Bourne Town F.C.
Câu lạc bộ bóng đá Bourne Town là một câu lạc bộ bóng đá có trụ sở ở Bourne, Lincolnshire, Anh. Đội hiện là thành viên của United Counties League Division One và thi đấu trên sân Abbey Lawn.

## Lịch sử
Câu lạc bộ được thành lập vào năm 1883 và tham gia Peterborough & District League năm 1911. Mặc dù rời giải đấu vào năm 1929, đội đã trở lại vào mùa giải sau đó và trở thành Vô địch Division One vào năm 1933-34. Đội rời giải đấu một lần nữa vào năm 1935, nhưng trở lại vào năm 1937 và tiếp tục vô địch giải đấu lần thứ hai vào năm 1939-40. Sau Chiến tranh thế giới thứ hai, câu lạc bộ đã vô địch vào các năm 1945-46 và 1946-47, sau đó tham gia United Counties League. Tuy nhiên, đội gặp khó khăn ở giải đấu mới, về nhì từ dưới lên vào các năm 1948-49 và 1949-50, xếp cuối mùa giải 1953-54 và về nhì một lần nữa mùa giải 1954-55 và 1955-56. Sau khi rời giải vào năm 1956, đội gia nhập lại Peterborough & District League, trước khi chuyển sang Division One South của Central Alliance năm 1958.
Bourne vô địch Division One South  mùa giải 1959-60, and in 1961 và vào năm 1961, đội gia nhập Midland League mới được cải tổ. Sau khi kết thúc với vị trí thứ hai từ dưới lên mùa giải 1964-65, đội trở lại United Counties League và được xếp vào Division One. Đội đã kết thúc với vị trí á quân trong mùa giải đầu tiên trở lại giải đấu, và tiếp tục giành các chức vô địch liên tiếp mùa giải 1968-69 và 1969-70, đồng thời giành được Knock-Out Cup trong mùa giải sau đó. Danh hiệu thứ ba giành được vào mùa giải 1971-72, sau đó Division One được đổi tên thành Premier Division. Câu lạc bộ đã vô địch giải đấu lần thứ tư vào mùa giải 1990-91, một mùa giải cũng chứng kiến đội giành được Benevolent Cup của giải đấu. Đội vẫn ở Premier Division cho đến cuối mùa giải 2009-10, khi đội bị xuống hạng đến Division One.

## Sân vận động
Câu lạc bộ chơi các trận đấu sân nhà tại Abbey Lawn trên Abbey Road.

## Danh hiệu
- United Counties League
  - Vô địch Premier Division 1965-66, 1968-69, 1969-70, 1971-72, 1990-91
  - Vô địch Knock-Out Cup 1969-70
  - Vô địch Benevolent Cup 1990-91
- Central Alliance
  - Vô địch Division One South 1959-60
- Peterborough & District League
  - Vô địch 1933-34, 1939-40, 1945-46, 1946-47
- Lincolnshire Senior A Cup
  - Vô địch 1971-72, 2005-06
- Lincolnshire Senior B Cup
  - Vô địch 1960-61
- Lincolnshire Intermediate Cup
  - Vô địch 1985-86

## Kỉ lục
- Thành tích tốt nhất tại Cúp FA: Vòng loại thứ ba, 1961-62, 1962-63, 1965-66
- Thành tích tốt nhất tại FA Trophy: Vòng Một, 1972-73
- Thành tích tốt nhất tại FA Vase: Vòng Bốn, 1989-90
- Kỉ lục số khán giả: 3.000 với Chelmsford City, FA Trophy, 1970[1]
- Cầu thủ ghi nhiều bàn thắng nhất: David Scotney[6]